# Asimov's Mysteries
Asimov's Mysteries ('Misterele lui Asimov), publicată în 1968, este o colecție de 14 povestiri scrise de Isaac Asimov, toate fiind mistere științifico-fantastice (deși Asimov admite în prefață că unele sunt doar la limită). Povestirile sunt toate publicate inițial în reviste în perioada 1954 - 1967.
Patru povestiri ale colecției prezintă personajul Wendell Urth, care este un lider extra-terrologist (un expert în lumi extraterestre și a vieții originare de pe ele). Urth este excentric, având o fobie față de toate formele mecanice de transport (o exagerare a aversiunii lui Asimov față de zbor). Urth se aseamănă fizic cu Norbert Wiener.
Wendell Urth apare în povestiri atunci când este consultat de către un agent al Biroului Terestru de Investigații, H. Seton Davenport, în cazurile în care agentul este nedumerit - o paralelă cu modul în care inspectorul Lestrade îl consultă pe mai-priceputul Sherlock Holmes. În a cincea povestire a colecției, The Dust of Death, Asimov îl descrie pe Davenport cu o generozitate pe care Conan Doyle nu i-a oferit-o personajului său Lestrade: Davenport își demonstrează capacitatea sa de a rezolva un caz fără să primească niciun ajutor din afară.

## Conținut

### "The Singing Bell"
"The Singing Bell" este o povestire din 1954 cu personajul Wendell Urth
Criminalul Louis Peyton își petrece fiecare august într-o izolare totală la ferma lui din Colorado protejat de un puternic câmp de forță. Într-un august, Albert Cornwall îl duce pe Lună pentru a prelua un depozit de clopote cântătoare care sunt extrem de valoroase (de fapt acestea sunt roci lunare, care, atunci când sunt lovite corect, emit un sunet incredibil de frumos). Cornwall intrase în posesia lor prin uciderea descoperitorului acestora. Dar Louis Peyton îl ucide pe Cornwall și ascunde clopotele.

### "The Talking Stone"
"The Talking Stone" este o povestire din 1955 cu personajul Wendell Urth. Larry Verdansky, un tehnician de reparații care a fost însărcinat să se ocupe singur de Stația Cinci, este interesat de formele de viață pe bază de siliciu care au fost găsite pe unii asteroizi. Creaturile cresc de obicei la o dimensiune maximă de doi centimetri prin absorbția razelor gamma din minereurile radioactive, iar unele sunt telepatice.

### "What's in a Name?"
"What's in a Name?" este o povestire din 1956.
Un detectiv al cărui nume nu este cunoscut ajunge să investigheze o moarte misterioasă de la Universitatea din Carmody. Louella Marie-Busch și Susan Morey au fost cunoscute ca "gemenii de la bibliotecă" din cauza aspectului lor similar și deoarece lucrau la biblioteca de referințe științifice.

### "The Dying Night"
"The Dying Night" este o povestire din 1956 cu personajul  Wendell Urth. Trei astronomi, care au lucrat pe Lună, Mercur și pe asteroidul Ceres, se întâlnesc pentru prima dată după zece ani la o convenție organizată pe Pământ. Ei se întâlnesc, de asemenea, cu un fost coleg de-al lor, Romero Villiers, care a trebuit să rămână pe Pământ din cauza unei boli. Villiers pretinde că a inventat un dispozitiv de teleportare în masă, dar moare în condiții suspecte înainte de a putea demonstra prietenilor săi că dispozitivul funcționează.

### "Pâté de Foie Gras"

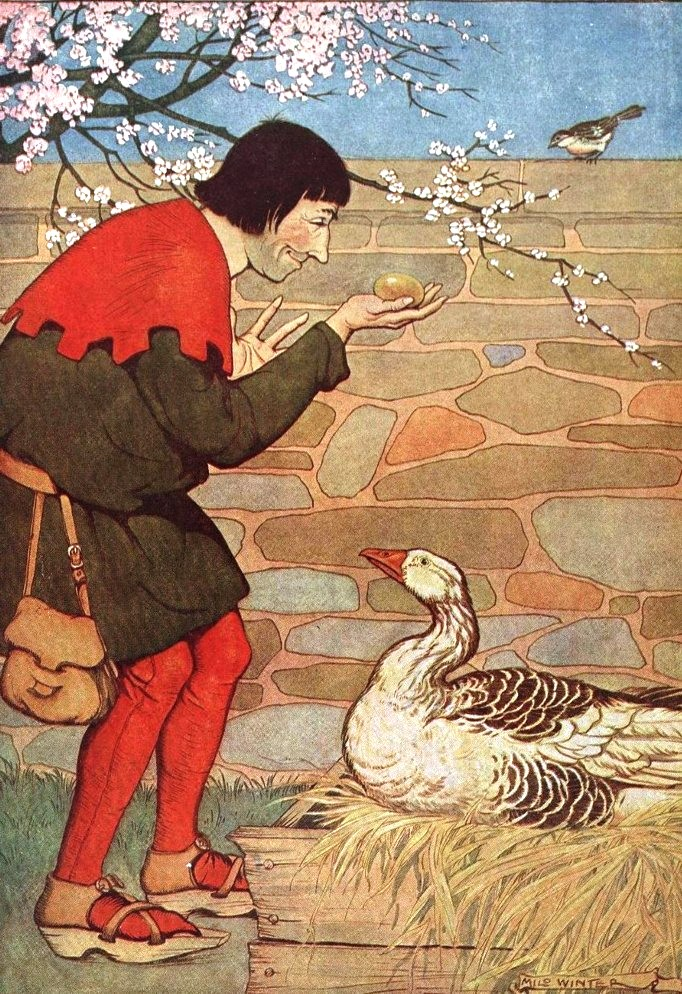
Gâsca cu ouă de aur, ilustrație de Milo Winter

"Pâté de Foie Gras" este o povestire din 1956.
În această povestire este descoperită o gâscă cu ouă de aur. Gâsca poate face transmutarea unui izotop natural de oxigen în aur. Ficatul gâștei conține enzime care sunt capabile să catalizeze reacții nucleare.

### "The Dust of Death"
"The Dust of Death" este o povestire din 1957. Edmund Farley îl ucide pe Marele Llewes, cel care conducea cu succes dar și cu o mână de fier Central Organic Laboratories. Agentul H. Seton Davenport cercetează cazul și descoperă criminalul. Asimov dorea ca aceasta să fie a patra povestire cu detectivul Wendell Urth, dar deoarece povestirea a apărut inițial în revista Venture autorul a decis să îl înlăture pe Urth; cu intenția ca povestirile cu acesta să apară doar în The Magazine of Fantasy and Science Fiction.

### "A Loint of Paw"
"A Loint of Paw" este o povestire care a apărut inițial în numărul din august 1957 al The Magazine of Fantasy & Science Fiction. Povestirea implică un criminal numit Stein, care a fraudat peste 100.000 dolari și care a intrat apoi într-o mașină a timpului care l-a dus în ziua următoare expirării urmării judiciare împotriva sa. Povestirea arată cum a decurs cazul împotriva lui Stein și cum hotărârea judecătorului a fost exprimată eventual sub forma unui joc de cuvinte.

### "În Marsport, fără Hilda
În antologia Întrebarea finală povestirea a apărut într-o formă ușor cenzurată față de originalul publicat în numărul din noiembrie 1957 al revistei Venture Science Fiction Magazine (versiunea originală a fost retipărită în Asimov's Mysteries (1968)).
Un agent al Serviciului Galactic, Max, se află în Marsport fără soția sa, Hilda, pentru prima dată după o lungă perioadă de timp. El este însărcinat să afle cine face contrabandă cu Spațiolină modificată, un produs care constituie un narcotic periculos. Cercul suspecților cuprinde doar trei oameni, toți VIP-uri, dar lui Max îi este foarte dificil să afle care dintre ei este contrabandistul. În cele din urmă, povestindu-le seara pe care intenționa să o petreacă alături de o femeie din Marsport, Flora, îl determină pe traficant să se dea de gol, rezolvând cazul.

### "Marooned Off Vesta" (1939)
Marooned Off Vesta spune povestea a trei oameni care supraviețuiesc după ce nava spațială Silver Queen naufragiază în centura de asteroizi și rămâne blocată pe orbită în jurul asteroidului 4 Vesta. Ei au la dispoziție trei camere închise ermetic, un costum spațial, cca. trei zile de aer disponibil, produse alimentare care le ajung o săptămână și apă suficientă pentru un an. Cu curajul și ingeniozitatea „asimoviană” care apar în numeroase povestiri, oamenii blocați reușesc să utilizeze resursele limitate aflate la dispoziția lor pentru a se salva. 

### "Anniversary"
"Anniversary" este o povestire din 1959 cu Multivac

### "Obituary"
"Obituary" este o povestire din 1959

### "Star Light"
"Star Light" este o povestire din 1962

### "The Key"
"The Key" este o povestire din 1966 cu Wendell Urth

### "The Billiard Ball"
"The Billiard Ball" este o povestire din 1967.

## Detalii privind prima ediție
- 1st edition (Doubleday): ISBN 0-385-09063-3.